# David Cross (cầu thủ bóng đá, sinh năm 1982)
David Cross (sinh ngày 7 tháng 9 năm 1982) là một cầu thủ bóng đá người Anh thi đấu ở Football League cho Notts County. Lần ra sân duy nhất cho County là trong thất bại 2–1 trên sân khách trước Chesterfield cuối mùa giải 1999-2000.